# Németh Nándor (úszó)
Németh Nándor (Siófok, 1999. november 19. –) világbajnoki bronzérmes magyar úszó.

## Pályafutása
A 2017-es junior Európa-bajnokságon az izraeli Netánjában 100 méteres gyorsúszásban arany-, 200 méteres gyorsúszásban ezüstérmes lett.
A 2017-es magyar úszóbajnokságon országos csúcsot úszott 100 méteres gyorsúszásban, s ennek köszönhetően váltókban részt vett a 2017-es úszó-világbajnokságon, ahol 4 × 100 méteres gyorsváltóban bronzérmet szerzett, a 4 × 200 méteres gyorsváltó tagjaként 10. helyen végzett. A 4 × 100 méteres mix gyorsváltó tagjaként 6. helyen végzett.
Indianapolisban rendezett junior-világbajnokságon a 4 × 100 méteres férfi gyorsváltó tagjaként (Barta Márton, Márton Richárd, Milák Kristóf) aranyérmet szerzett, amely a magyar úszósport első junior világbajnoki címét jelentette. 200 méteres gyorsúszásban ezüstérmet szerzett. A 4 × 200 méteres férfi gyorsváltóval (Márton Richárd, Milák Kristóf, Holló Balázs) újabb aranyérmet szerzett, a döntőben új junior-világcsúcsot úszó csapat utolsó úszójaként. 100 méteres gyorsúszásban ezüstérmet szerzett.
A 2018-as úszó-Európa-bajnokságon 6. lett 100 méteres gyorsúszásban. 2019 februárjától a BVSC úszója.
A 2019-es úszó-világbajnokságon 100 méteres gyorsúszásban 6. lett, új országos csúcsot úszva.
A tokiói olimpián 200 méteres gyorsúszásban nem jutott döntőbe, a 4 × 100 méteres gyorsváltó tagjaként (Milák Kristóf, Bohus Richárd, Szabó Szebasztián) az 5. helyen végzett. 100 méteres gyorsúszásban új országos csúcsot elérve jutott döntőbe. Németh 1964, Dobay Gyula szereplése óta az első döntős lett ebben a számban az olimpiákon. A döntőben 48,10-es időeredménnyel nyolcadik lett.
A 2022-es Európa-bajnokságon a 4 × 200 méteres vegyes váltóval első lett. A 2023-as világbajnokságon 100 méteres gyorsúszásban döntőbe jutott, ahol a 8. helyen végzett.
A 2024-es párizsi olimpián a gyorsváltó (Szabó Szebasztián, Jászó Ádám, Kós Hubert) tagjaként 4x100 méteren a 8. helyet szerezte meg. 100 méteres gyorsúszásban döntőbe jutott, ahol egy századmásodperccel lemaradva a dobogóról, a 4. helyen végzett.

## Rekordjai
100 m gyors
- 48,17 (2019. március 29., Debrecen) magyar csúcs[25]
- 48,10 (2019. július 25., Kvangdzsu) magyar csúcs[26]
- 48,08 (2020. december 10., Kaposvár) magyar csúcs[27]
- 47,84 (2021. május 19., Budapest) magyar csúcs[28]
- 47,81 (2021. július 28., Tokió) magyar csúcs[29]
- 47,69 (2022. június 21., Budapest) magyar csúcs[30]
- 47,50 (2024. július 31. Párizs) magyar csúcs

100 m gyors, rövid pálya
- 46,36 (2021. szeptember 19., Nápoly) országos csúcs[31]
- 46,08 (2023. december 10., Otopeni) országos csúcs[32]

## Magyar bajnokság
| 50 méteres medence   | 2014 | 2015 | 2016 | 2017 | 2018 | 2019 | 2020 | 2021 | 2022 | 2023 | 2024 | 2025 |
| -------------------- | ---- | ---- | ---- | ---- | ---- | ---- | ---- | ---- | ---- | ---- | ---- | ---- |
| 50 m gyors           |      |      |      | 3.   | 3.   | 2.   | 2.   | 2.   | 3.   | 3.   | 2.   | 2.   |
| 100 m gyors          |      |      |      | 1.   | 1.   | 1.   | 1.   | 2.   | 2.   | 2.   | 2.   |      |
| 200 m gyors          |      |      |      | 3.   | 3.   | 3.   | 2.   | 2.   | 1.   | 2.   | 3.   |      |
| 100 m pillangó       |      |      |      |      |      |      |      |      | 3.   |      |      |      |
| 50 m hát             |      |      |      | 7.   |      |      |      |      |      |      | 6.   |      |
| 4 × 100 m gyors      |      |      | 3.   | 1.   | 2.   | 1.   | 2.   | 1.   | 1.   | 1.   | 1.   | 2.   |
| 4 × 200 m gyors      | 7.   | 2.   | 2.   | 1.   | 1.   | 1.   | 1.   | 1.   | 1.   | 1.   | 1.   | 2.   |
| 4 × 100 m vegyes     |      | 3.   | 2.   | 2.   | 1.   | 1.   | 1.   | 1.   | 1.   | 1.   | 1.   | 2.   |
| 4 × 100 m mix gyors  | 5.   |      |      | 5.   | 3.   | 2.   | 2.   | 2.   | 1.   | 1.   | 2.   | 2.   |
| 4 × 100 m mix vegyes |      |      |      | 3.   |      |      |      |      | 2.   |      |      |      |